# ヒュー・シティ (ミサイル巡洋艦)
ヒュー・シティ(USS Hué City, CG-66)は、アメリカ海軍のミサイル巡洋艦。タイコンデロガ級ミサイル巡洋艦の20番艦。艦名はベトナム戦争で激戦が行われたフエに因む。